# 東方折尾蝦
東方折尾蝦（学名：Uroptychus orientalis）为柱螯蝦科折尾蝦屬下的一个种。其种加词“orientalis”意为“东方的”。